# Atletik under sommer-OL 2024 - 800 meter løb (herrer)
800 meter for herrer i atletik under sommer-OL 2024 blev arrangert på Stade de France fra 7. til 10. august 2024.

## Medaljevinderne
| Medaljevindere    |            |                |  |  |  |  |
|                   |            |                |  |  |  |  |
|                   |            |                |  |  |  |  |
|                   |            |                |  |  |  |  |
| Emmanuel Wanyonyi | Marco Arop | Djamel Sedjati |  |  |  |  |
| Kenya             | Canada     | Algeriet       |  |  |  |  |

## Resultater

### Heats
Heatene blev afholdt den 7. august og startede kl. 11:55 (UTC+2) om morgenen.

#### Heat 1
| Rangering | Atlet                   | Nation                        | Tid     | Noter |
| --------- | ----------------------- | ----------------------------- | ------- | ----- |
| 1         | Eliott Crestan          | Belgien                       | 1:45.51 | Q     |
| 2         | Marco Arop              | Canada                        | 1:45.74 | Q     |
| 3         | Peyton Craig            | Australien                    | 1:45.81 | Q     |
| 4         | Handal Roban            | Saint Vincent og Grenadinerne | 1:46.00 |       |
| 5         | Abdelati El Guesse      | Marokko                       | 1:46.91 |       |
| 6         | Tumo Nkape              | Botswana                      | 1:46.99 |       |
| 7         | Abubaker Haydar Abdalla | Qatar                         | 1:48.42 |       |
| 8         | James Preston           | New Zealand                   | 1:48.50 |       |
| 9         | Abraham Guem            | Sydsudan                      | 1:48.74 | PB    |

#### Heat 2
| Rangering | Atlet               | Nation    | Tid     | Noter |
| --------- | ------------------- | --------- | ------- | ----- |
| 1         | Gabriel Tual        | Frankrig  | 1:45.13 | Q     |
| 2         | Mark English        | Irland    | 1:45.15 | Q     |
| 3         | Tshepiso Masalela   | Botswana  | 1:45.58 | Q     |
| 4         | Jakub Dudycha       | Tjekkiet  | 1:45.62 |       |
| 5         | Koitatoi Kidali     | Kenya     | 1:45.84 |       |
| 6         | Edose Ibadin        | Nigeria   | 1:46.56 |       |
| 7         | Mohamed Ali Gouaned | Algeriet  | 1:47.34 |       |
| 8         | Ali Idow Hassan     | Somalia   | 1:48.72 |       |
| 9         | Mohammed Dwedar     | Palæstina | 1:54.83 |       |

#### Heat 3
| Rangering | Atlet             | Nation     | Tid     | Noter |
| --------- | ----------------- | ---------- | ------- | ----- |
| 1         | Emmanuel Wanyonyi | Kenya      | 1:44.64 | Q     |
| 2         | Catalin Tecuceanu | Italien    | 1:44.80 | Q     |
| 3         | Andreas Kramer    | Sverige    | 1:44.93 | Q     |
| 4         | Adrián Ben        | Spanien    | 1:45.03 |       |
| 5         | Ryan Clarke       | Holland    | 1:45.56 |       |
| 6         | Joseph Deng       | Australien | 1:45.87 |       |
| 7         | Tibo De Smet      | Belgien    | 1:46.03 |       |
| 8         | Brandon Miller    | USA        | 1:46.34 |       |
| 9         | Yervand Mkrtchyan | Armenien   | 1:49.91 | NR    |

#### Heat 4
| Rangering | Atlet               | Nation                   | Tid     | Noter |
| --------- | ------------------- | ------------------------ | ------- | ----- |
| 1         | Djamel Sedjati      | Algeriet                 | 1:45.84 | Q     |
| 2         | Elliot Giles        | Storbritannien           | 1:45.93 | Q     |
| 3         | Hobbs Kessler       | USA                      | 1:46.15 | Q     |
| 4         | Simone Barontini    | Italien                  | 1:46.33 |       |
| 5         | Elvin Josué Canales | Spanien                  | 1:46.48 |       |
| 6         | Pieter Sisk         | Belgien                  | 1:46.60 |       |
| 7         | Peter Bol           | Australien               | 1:47.50 |       |
| 8         | Dennick Luke        | Dominica                 | 1:47.54 |       |
| 9         | Musa Suliman        | Olympiske flygtningehold | 1:49.61 |       |

#### Heat 5
| Rangering | Atlet              | Nation         | Tid     | Noter |
| --------- | ------------------ | -------------- | ------- | ----- |
| 1         | Ben Pattison       | Storbritannien | 1:45.56 | Q     |
| 2         | Edmund Du Plessis  | Sydafrika      | 1:45.73 | Q     |
| 3         | Wyclife Kinyamal   | Kenya          | 1:45.86 | Q     |
| 4         | Benjamin Robert    | Frankrig       | 1:45.92 |       |
| 5         | Navasky Anderson   | Jamaica        | 1:46.82 |       |
| 6         | Tobias Grønstad    | Norge          | 1:46.85 |       |
| 7         | Mateusz Borkowski  | Polen          | 1:47.50 |       |
| 8         | José Antonio Maita | Venezuela      | 1:48.02 |       |
| 9         | Chhun Bunthorn     | Cambodja       | 1:53.31 |       |

#### Heat 6
| Rangering | Atlet                | Nation         | Tid     | Noter |
| --------- | -------------------- | -------------- | ------- | ----- |
| 1         | Mohamed Attaoui      | Spanien        | 1.44.81 | Q     |
| 2         | Bryce Hoppel         | USA            | 1:45.24 | Q     |
| 3         | Max Burgin           | Storbritannien | 1:45.36 | Q     |
| 4         | Corentin Le Clezio   | Frankrig       | 1:45.42 |       |
| 5         | Jesús Tonatiú López  | Mexico         | 1:45.82 |       |
| 6         | Tom Dradriga         | Uganda         | 1:46.05 |       |
| 7         | Kethobogile Haingura | Botswana       | 1:46.46 |       |
| 8         | Slimane Moula        | Algeriet       | 1:46.71 |       |

### Opsamlingsheats
Opsamlingsheatsene blev afholdt den 8. august og startede kl. 12:00 (UTC+2) om eftermiddagen..

#### Heat 1
| Rangering | Atlet                | Nation     | Tid     | Noter |
| --------- | -------------------- | ---------- | ------- | ----- |
| 1         | Kethobogile Haingura | Botswana   | 1:45.52 | Q     |
| 2         | Slimane Moula        | Algeriet   | 1:45.67 |       |
| 3         | Corentin Le Clezio   | Frankrig   | 1:45.72 |       |
| 4         | Peter Bol            | Australien | 1:46.12 |       |
| 5         | Tom Dradriga         | Uganda     | 1:46.15 |       |
| 6         | Dennick Luke         | Dominica   | 1:46.81 | NR    |
| 7         | Edose Ibadin         | Nigeria    | 1:49.09 |       |
| 8         | Chhun Bunthorn       | Cambodja   | 1:53.42 |       |
|           | Abdelati El Guesse   | Marokko    | DNS     |       |

#### Heat 2
| Rangering | Atlet               | Nation                        | Tid     | Noter |
| --------- | ------------------- | ----------------------------- | ------- | ----- |
| 1         | Jesús Tonatiú López | Mexico                        | 1:45.13 | Q     |
| 2         | Adrián Ben          | Spanien                       | 1:45.37 |       |
| 3         | Pieter Sisk         | Belgien                       | 1:45.49 |       |
| 4         | Handal Roban        | Saint Vincent og Grenadinerne | 1:45.80 |       |
| 5         | Navasky Anderson    | Jamaica                       | 1:46.01 |       |
| 6         | Koitatoi Kidali     | Kenya                         | 1:46.37 |       |
| 7         | Jakub Dudycha       | Tjekkiet                      | 1:49.94 |       |
| 8         | Yervand Mkrtchyan   | Armenien                      | 1:50.07 |       |
| 9         | Musa Suliman        | Olympiske flygtningehold      | 1:50.11 |       |

#### Heat 3
| Rangering | Atlet                   | Nation      | Tid     | Noter |
| --------- | ----------------------- | ----------- | ------- | ----- |
| 1         | Simone Barontini        | Italien     | 1:45.56 | Q     |
| 2         | Benjamin Robert         | Frankrig    | 1:45.83 |       |
| 3         | José Antonio Maita      | Venezuela   | 1:46.44 |       |
| 4         | Tibo De Smet            | Belgien     | 1:46.59 |       |
| 5         | Joseph Deng             | Australien  | 1:48.58 |       |
| 6         | James Preston           | New Zealand | 1:50.53 |       |
|           | Abubaker Haydar Abdalla | Qatar       | DNS     |       |
|           | Ali Idow Hassan         | Somalia     | DNS     |       |

#### Heat 4
| Rangering | Atlet               | Nation    | Tid     | Noter  |
| --------- | ------------------- | --------- | ------- | ------ |
| 1         | Brandon Miller      | USA       | 1:44.21 | Q      |
| 2         | Mohamed Ali Gouaned | Algeriet  | 1:44.37 | q, =PB |
| 3         | Tobias Grønstad     | Norge     | 1:44.57 | q, PB  |
| 4         | Elvin Josué Canales | Spanien   | 1:44.65 |        |
| 5         | Ryan Clarke         | Holland   | 1:44.70 | PB     |
| 6         | Mateusz Borkowski   | Polen     | 1:45.27 | PB     |
| 7         | Tumo Nkape          | Botswana  | 1:45.57 |        |
| 8         | Abraham Guem        | Sydsudan  | 1:49.45 |        |
| 9         | Mohammed Dwedar     | Palæstina | 1:54.83 |        |

### Semifinaler
Semifinalerne blev afholdt den 9. august og startede kl. 11:30 (UTC+2) om morgenen.

#### Semifinale 1
| Rangering | Atlet               | Nation         | Tid     | Noter |
| --------- | ------------------- | -------------- | ------- | ----- |
| 1         | Djamel Sedjati      | Algeriet       | 1:45.08 | Q     |
| 2         | Tshepiso Masalela   | Botswana       | 1:45.33 | Q     |
| 3         | Catalin Tecuceanu   | Italien        | 1:45.38 |       |
| 4         | Ben Pattison        | Storbritannien | 1:45.57 | SB    |
| 5         | Brandon Miller      | USA            | 1:45.79 |       |
| 6         | Mark English        | Irland         | 1:45.97 |       |
| 7         | Andreas Kramer      | Sverige        | 1:46.73 |       |
| 8         | Jesús Tonatiú López | Mexico         | 1:50.38 |       |

#### Semifinale 2
| Rangering | Atlet               | Nation         | Tid     | Noter |
| --------- | ------------------- | -------------- | ------- | ----- |
| 1         | Marco Arop          | Canada         | 1:45.05 | Q     |
| 2         | Gabriel Tual        | Frankrig       | 1:45.16 | Q     |
| 3         | Wyclife Kinyamal    | Kenya          | 1:45.29 |       |
| 4         | Edmund du Plessis   | Sydafrika      | 1:45.34 |       |
| 5         | Elliot Giles        | Storbritannien | 1:45.46 |       |
| 6         | Hobbs Kessler       | USA            | 1:46.20 |       |
| 7         | Tobias Grønstad     | Norge          | 1:46.37 |       |
| 8         | Mohamed Ali Gouaned | Algeriet       | 1:46.52 |       |

#### Semifinale 3
| Rangering | Atlet                | Nation         | Tid     | Noter |
| --------- | -------------------- | -------------- | ------- | ----- |
| 1         | Emmanuel Wanyonyi    | Kenya          | 1:43.32 | Q     |
| 2         | Bryce Hoppel         | USA            | 1:43.41 | Q     |
| 3         | Max Burgin           | Storbritannien | 1:43.50 | q, PB |
| 4         | Mohamed Attaoui      | Spanien        | 1:43.69 | q     |
| 5         | Eliott Crestan       | Belgien        | 1:43.72 |       |
| 6         | Peyton Craig         | Australien     | 1:44.11 | PB    |
| 7         | Kethobogile Haingura | Botswana       | 1:44.95 |       |
| 8         | Simone Barontini     | Italien        | 1:46.17 |       |

### Finale
Finalen blev afholdt den 10. august med start kl. 19:25 (UTC+2) om aftenen.
| Rangering                        | Atlet             | Nation         | Tid     | Noter |
| -------------------------------- | ----------------- | -------------- | ------- | ----- |
| 1                                | Emmanuel Wanyonyi | Kenya          | 1:41.19 | PB    |
| 2. plads, sølvmedaljemodtager(e) | Marco Arop        | Canada         | 1:41.20 | AR    |
| 3                                | Djamel Sedjati    | Algeriet       | 1:41.50 |       |
| 4                                | Bryce Hoppel      | USA            | 1:41.67 | NR    |
| 5                                | Mohamed Attaoui   | Spanien        | 1:42.08 |       |
| 6                                | Gabriel Tual      | Frankrig       | 1:42.14 |       |
| 7                                | Tshepiso Masalela | Botswana       | 1:42.82 | PB    |
| 8                                | Max Burgin        | Storbritannien | 1:43.84 |       |